# کوپانگ

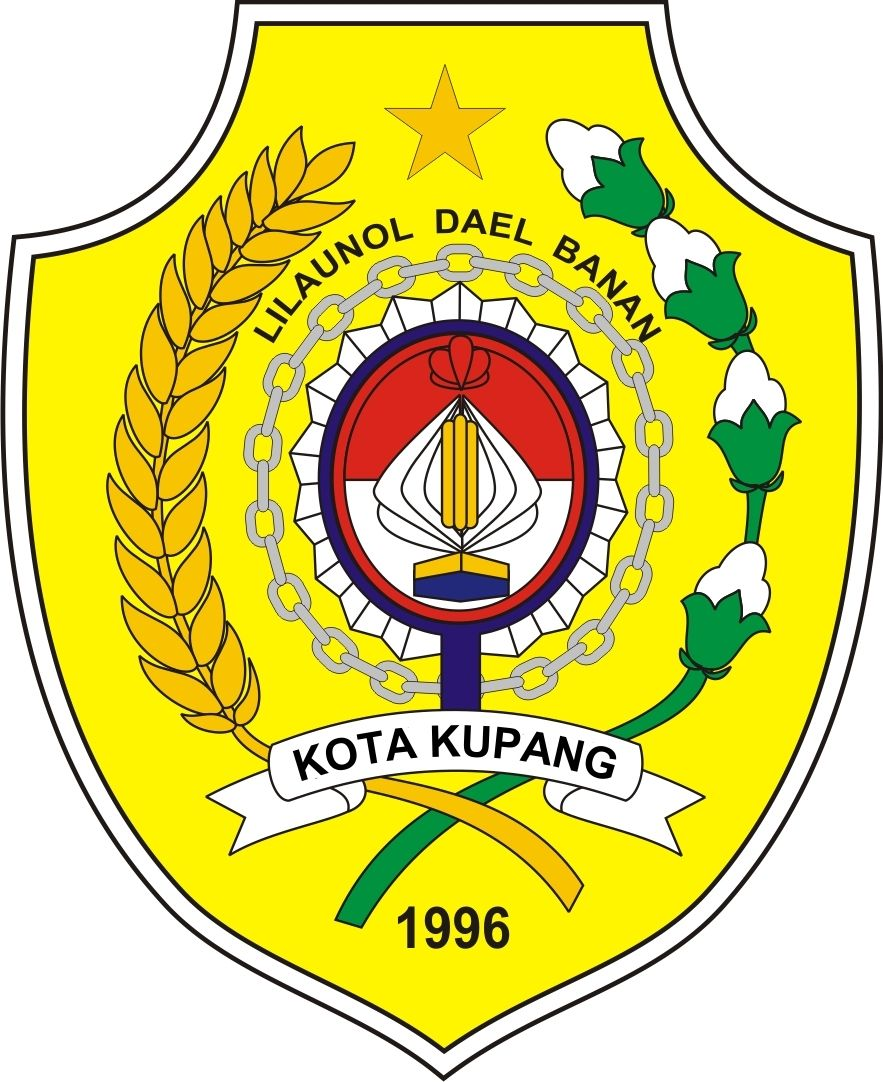

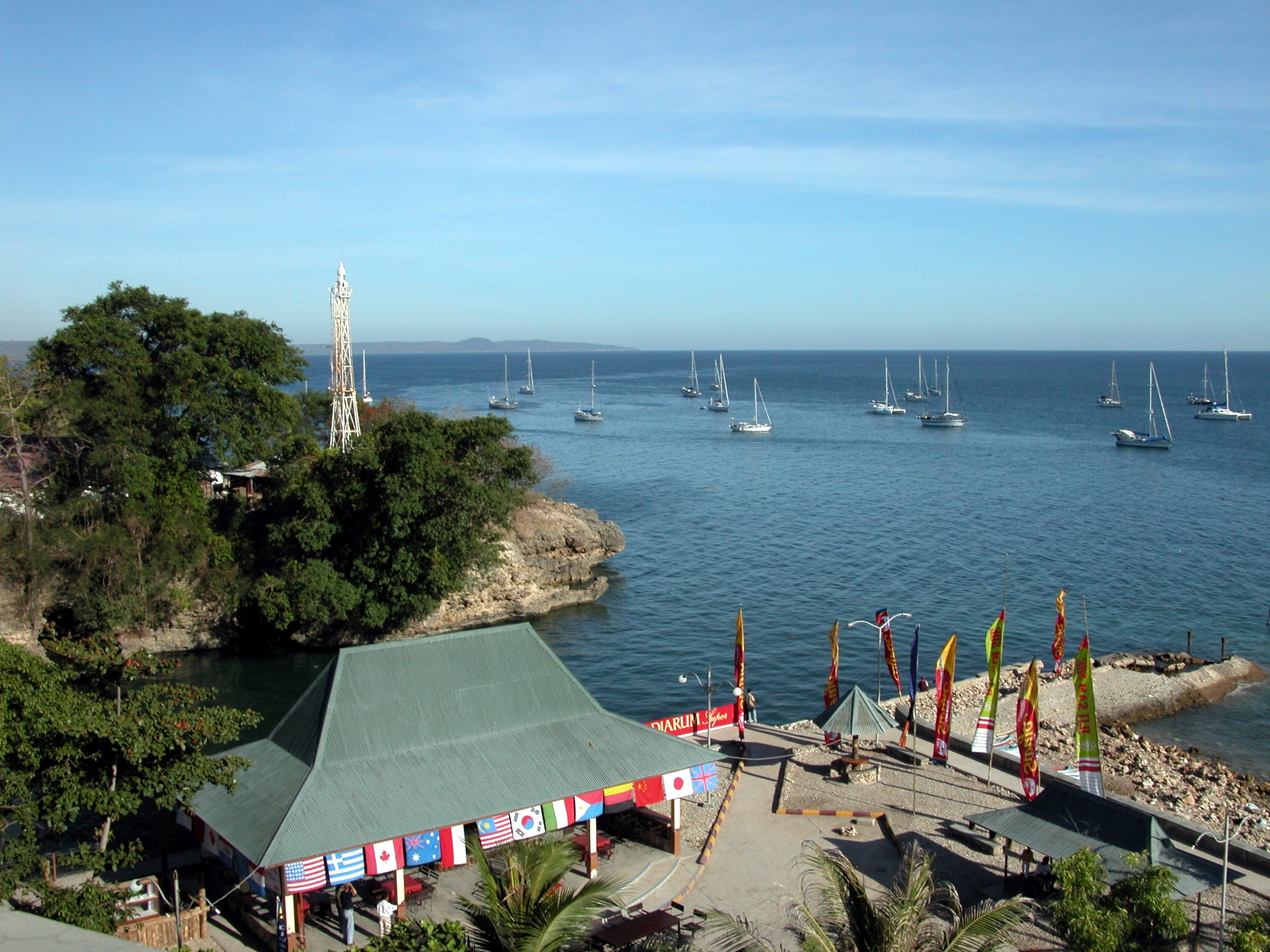
کوپانگ.

کوپانگ (اندونزیایی: Kota Kupang) پایتخت استان سوندای شرقی در اندونزی است. این شهر در تیمور غربی واقع شده و جمعیت آن در سال ۲۰۰۵ بالغ بر ۴۵۰٬۰۰۰ نفر برآورد شده‌است.
کوپانگ توسط منطقهٔ اداری کوپانگ احاطه شده، ولی جدا از آن محسوب می‌شود. جمعیت این منطقه در سال ۲۰۰۵ بالغ بر ۵۰۰٬۰۰۰ 
نفر تخمین زده شده‌است.
کوپانگ به‌جهت پایتختی استان سوندای شرقی، مراکز مهم حمل و نقل و ادارات مختلف را در خود جای داده و از سایر مناطق متمایز شده‌است.